# Молчание моря (фильм, 1947)
«Молчание моря» (фр. Le silence de la mer) — французский драматический художественный фильм режиссёра Жана-Пьера Мельвиля, снятый в 1947 году и вышедший на экраны в 1949 году. Является первым художественным фильмом режиссёра и представляет собой экранизацию одного из самых известных французских литературных произведений времён Второй мировой войны и немецкой оккупации Франции — романа «Молчание моря», опубликованного тайно в Париже в 1942 году. Он был создан французским писателем Жаном Марселем Брюллером под псевдонимом «Веркор». По сюжету книги в провинциальный дом, где проживают пожилой мужчина и его племянница, заселяется немецкий офицер Вернер фон Эбреннак, франкофил и сторонник франко-немецкого союза. Хозяева никак не могут повлиять на его присутствие, поэтому дома протестуют единственным доступным способом — молчанием. Со временем к офицеру приходит осознание того, что немецкая армия была создана не для мира, а для разрушений. Разочарованный, он принимает решение покинуть Францию и перевестись на Восточный фронт, несмотря на зарождающиеся романтические чувства между ним и племянницей хозяина дома.
Веркор долгое время не давал согласия на экранизацию во многом автобиографической книги, однако, учитывая настойчивость Мельвиля, всё же согласился. При этом он выдвинул ряд условий, чтобы сохранить первоисточник от кинематографических искажений. Съёмки проходили с 11 августа по декабрь 1947 года, заняв в общей сложности 27 съёмочных дней. Многие эпизоды были отсняты в доме писателя в пригороде Парижа в естественных условиях вне студийных декораций. Снимать приходилось с недостаточным финансированием, монтаж происходил в кустарных условиях в гостиничном номере режиссёра.
Первый частный показ фильма прошёл в ноябре 1948 года, а в конце того же месяца, как это и было предварительно согласовано с писателем, он был представлен жюри — участникам Сопротивления, которые его одобрили. Фильм вышел в прокат в апреле 1949 года и демонстрировался в двух крупнейших парижских кинотеатрах. Несмотря на проблемы с профсоюзом работников кино и недоброжелательный приём со стороны некоторых критиков, его посмотрели более одного миллиона зрителей. «Молчание моря» признаётся работой, предвосхитившей не только последующие искания мастера, но и некоторые находки такого влиятельного кинематографического направления как французская новая волна. В частности, Мельвиль говорил, что именно этот фильм повлиял на стилистику некоторых работ Робера Брессона.

## Сюжет
Фильму предшествует предуведомление о том, что он не претендует «на решение проблемы отношений между Францией и Германией, существующей до тех пор, пока варварские преступления нацистов остаются в памяти французских людей…»
Действие фильма происходит в 1941 году на протяжении полугода в небольшой деревне недалеко от Парижа в оккупированной немецкими войсками Франции. В сельский дом, в котором проживают пожилой мужчина и его племянница, на постой становится офицер вермахта Вернер фон Эбреннак, культурный и образованный человек, уважительно относящийся к французской культуре. Он поселяется в свободной комнате и говорит им, что сожалеет о том, что вынужден их стеснить и что если бы ему предоставилась возможность этого избежать, то он бы с охотой сделал это. Хозяева дома демонстративно с ним не разговаривают, а лишь молчаливо выполняют его пожелания и просьбы. Действие фильма ведётся от лица владельца дома, который говорит, что офицер по первым впечатлениям кажется ему приличным человеком. Фон Эбреннак неоднократно пытался завязать с французами разговор, но это ему не удавалось несмотря на то, что в своих пространных монологах он утверждал про свою любовь ко французской культуре и высказывал предположение о взаимовыгодном и благотворном послевоенном союзе немецких и французских культур. Вернер часто тепло смотрит на племянницу, восхваляя достоинства Франции; она упорно молчит, но изредка выдаёт свои чувства мимикой.
Весной фон Эбреннак отправляется в долгожданную поездку в Париж, где намеревается увидеться со своими старыми друзьями. На встрече с ними он потерял иллюзии в утопическом осуществлении франко-немецкого союза и убедился в бесчеловечности планов руководства Третьего рейха, а также его рядовых исполнителей, в том числе и среди своих знакомых. Они заявляют, что будут вести себя с Францией, как и с другими оккупированными странами: никто из военных не будет колебаться в осуществлении самых жёстких мер. Фон Эбреннак возвращается подавленный и разочарованный. В пути он видит свидетельства жестокости со стороны своих соплеменников. Дяде и племяннице он сообщает, что нет никакой надежды на сохранение французской культуры и в связи с этим он принял решение отправиться добровольцем в боевую дивизию на Восточный фронт. В этот последний вечер его пребывания в доме перед отправкой на фронт, в ответ на его монолог, девушка произносит ему единственное слово, которое он от них услышал — «Прощайте». Наутро на столе он находит намеренно оставленную для него газету, вложенную в книгу, с цитатой из Анатоля Франса: «Неподчинение преступному приказу — благородный поступок для солдата» (Il est beau qu’un soldat désobéisse à des ordres criminels). Фон Эбреннак не принимает во внимание этот намёк и, не прислушиваясь к совету, уходит.

## Над фильмом работали
Актёрский состав:
| Говард Вернон  | Вернер фон Эбреннак            |
| Николь Стефан  | племянница владельца дома      |
| Жан-Мари Робен | пожилой мужчина, владелец дома |
| Ами Ааро       | невеста фон Эбреннака          |
| Жорж Патрикс   | ординарец фон Эбреннака        |
| Дени Сади      | офицер СС                      |
| Рюэдель        | немецкий офицер                |
| Макс Фромм     | немецкий офицер                |
| Клод Вернье    | немецкий офицер                |
| Макс Херман    | немецкий офицер                |
| Фриц Шмидель   | немецкий офицер                |

Съёмочная группа:
| Роль                    | Имя                                                  |
| ----------------------- | ---------------------------------------------------- |
| Автор сценария          | Жан-Пьер Мельвиль, по роману Веркора «Молчание моря» |
| Режиссёр-постановщик    | Жан-Пьер Мельвиль                                    |
| Продюсер                | Жан-Пьер Мельвиль                                    |
| Исполнительный продюсер | Марсель Картье                                       |
| Ассистент режиссёра     | Жак Гимон                                            |
| Оператор-постановщик    | Анри Декаэ                                           |
| Монтажёры               | Жан-Пьер Мельвиль, Анри Декаэ                        |
| Композитор              | Эдгар Бишофф                                         |
| Производство            | O. G. C., Melville Productions                       |
| Прокат                  | Panthéon                                             |

## История создания

### Литературная основа

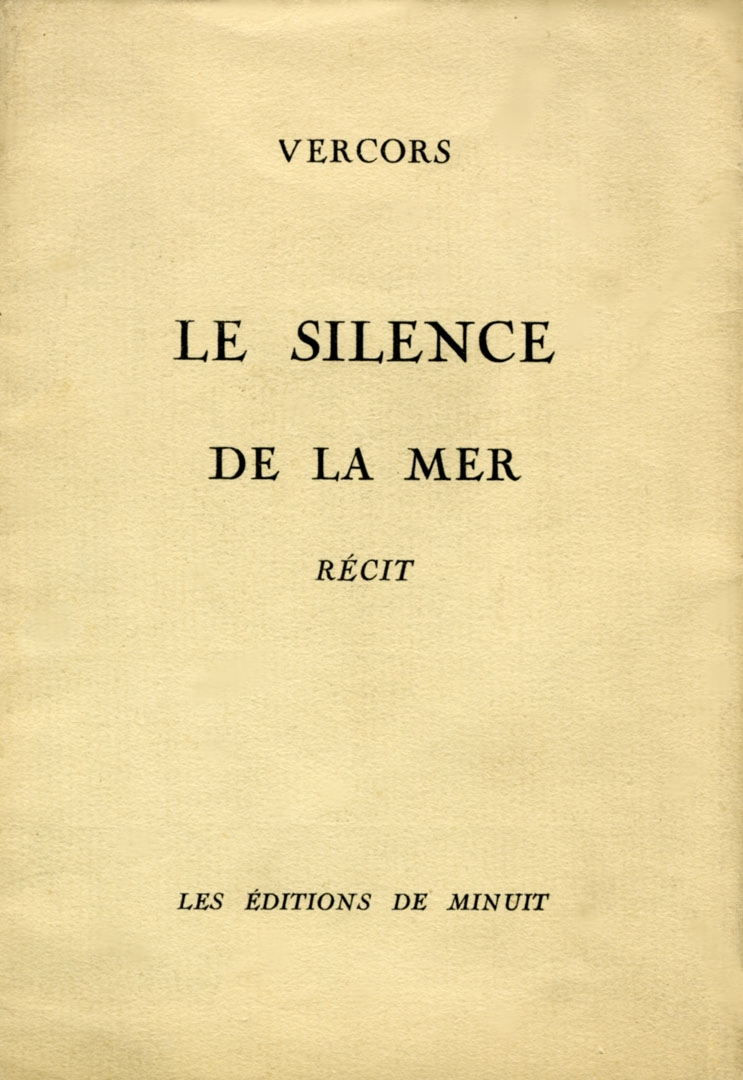
Обложка первого издания романа Веркора «Молчание моря»

Опубликованный тайно в оккупированном немцами Париже в 1942 году в издательстве «Минюи» (Les Éditions de Minuit) — центральном издательском доме французского движения Сопротивления, одним из основателей (наряду с Пьером де Лескюром) которого был сам Жан Марсель Брюллер (Веркор), роман (повесть) «Молчание моря» был посвящён поэту Сен-Поль Ру трагически погибшему в 1940 году. После издания он быстро получил широкое распространение и стал одним из символов французского движения Сопротивления, представляя собой аллегорию противостояния немецкой оккупации как «молчания моря, под поверхностью которого бурлят скрытые чувства и мысли». Позже, уже в 1970-е годы, в коммунистической L’Humanité описывали значение «Молчания моря», прозвучавшего: «в молчащей литературной Франции как резкий всплеск флага под внезапным порывом ветра, и все, кто способен был к сопротивлению, не могли не устремить на него свой взгляд». Вместе с тем, гуманистический и идеалистический посыл книги не принимался некоторыми критиками, так как бытовала точка зрения, что изображение немецкого офицера, уважительно относившегося к французской культуре и считающегося возможным конструктивный союз Франции и Германии — нереалистичным. В частности, противником такого посыла Веркора, был советский писатель и публицист Илья Эренбург, выразивший свой протест в статье «Лирика провокатора» (1944).

### Подготовка
По воспоминаниям Жана-Пьера Мельвиля, в ноябре 1945 года, демобилизовавшись из французской армии, он обратился в Париже в профсоюз работников кино с просьбой выдать ему удостоверение ассистента-стажёра, чтобы начать работу в кинематографе. Однако в этой организации ему отказали по формальным причинам, пояснив, что для вступления в организацию необходимо было работать в киноиндустрии, а для этого, в свою очередь, необходимо было иметь удостоверение профсоюза, подтверждающее квалификацию. По его словам, с целью «разорвать этот порочный круг», он вынужден был основать свою собственную кинокомпанию: это произошло 5 ноября 1945 года. В 1946 году (по другим данным в 1947) он снял «Двадцать четыре часа из жизни клоуна», ставший единственным короткометражным и документальным фильмом Мельвиля, а также его режиссёрским дебютом в кино. Его следующей работой стала экранизация романа «Молчание моря».

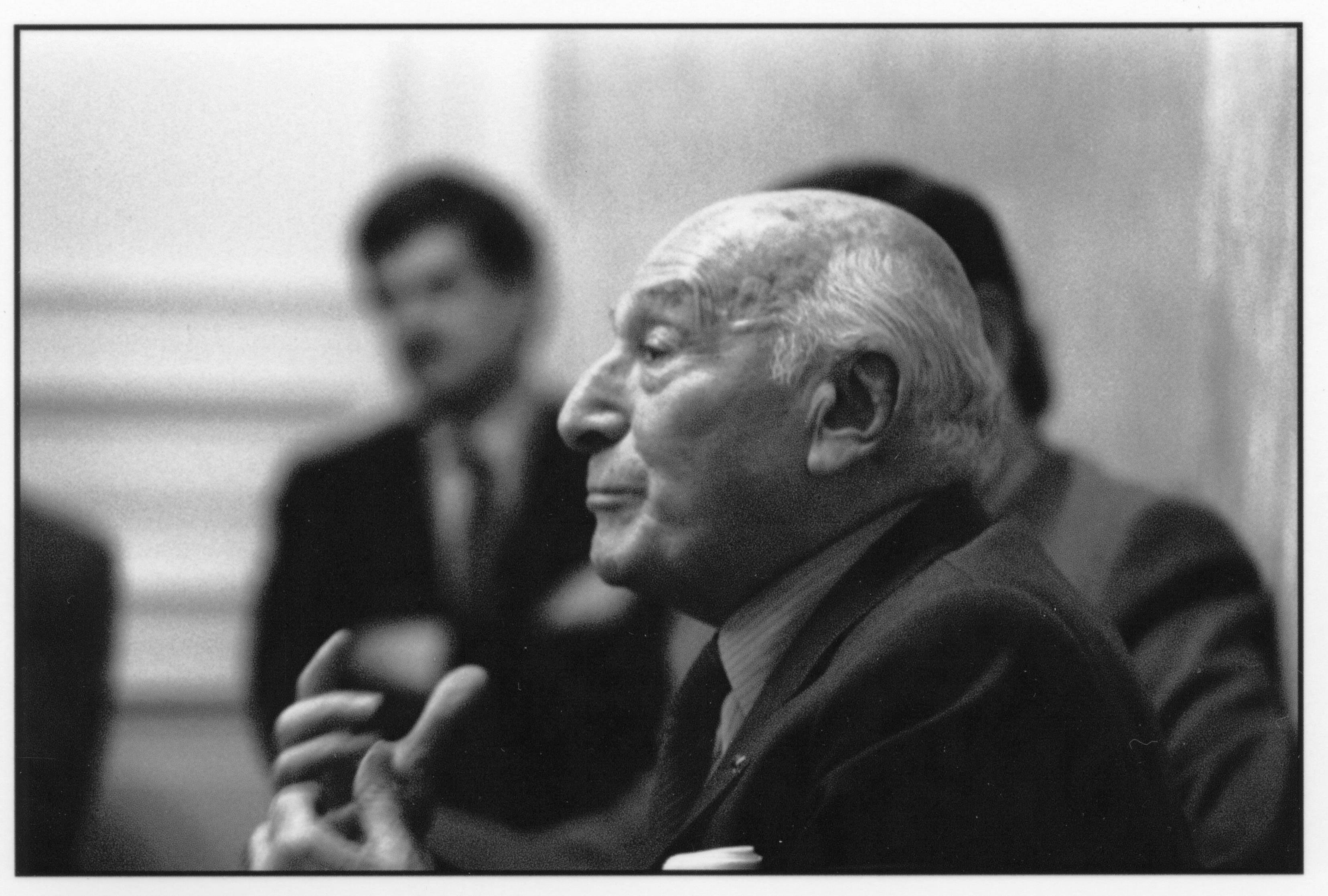
Жан-Пьер Блок в 1986 году

Мельвиль прочитал роман Веркора в 1943 году не в оригинале, а на английском языке, на котором он вышел под названием «Выключи свет» (Put out the light). В книге «Разговоры с Мельвилем» Рюи Ногейра, интервьюировавший режиссёра, приводил его слова: «С того дня, как эльзасский поэт Жан-Поль де Дадельсен дал мне почитать рассказ Веркора, я был твёрдо уверен, что моим первым фильмом станет „Молчание моря“». Мельвиль попробовал получить права на экранизацию романа, но автор отказывал всем режиссёрам, потому что считал, что книга не принадлежит ему, а является «достоянием всей Франции». Это мнение разделяли многие участники и ветераны Сопротивления. Узнав, что актёр и режиссёр Луи Жуве, который был похож на одного из персонажей — немецкого офицера фон Эбреннака, о чём даже имеется упоминание в романе, задумал снять фильм на сюжет Веркора, Мельвиль при помощи своего друга Жана-Пьера Блока, видного участника «Свободной Франции» и на то время голлиста, попытался воспрепятствовать этому. Начинающий кинематографист сослался на то, что в случае получения прав Жуве могут возникнуть юридические проблемы, и, даже по его словам, «опустился» до того, что вольно процитировал слова Эренбурга из статьи «Лирика провокатора». Он сказал, что роман — это «чистая провокация, несомненно, написанная нацистом, чтобы отравить ещё больше умов тлетворным ядом гестапо». Доводы начинающего кинематографиста подействовали на Блока и тот принял меры, приведшие к отказу на заявку Жуве.
Веркор никак не соглашался на адаптацию, хотя Мельвиль даже предложил ему, что снимет фильм только для себя. Писатель позже всё-таки дал согласие, но только после того, как режиссёр пообещал, что он будет контролировать съёмочный процесс и отображение на экране точного содержания романа. Кроме того, Мельвиль пообещал, что после съёмок устроит специальный предварительный показ для писателя, а также других участников Сопротивления, отобранных Веркором лично, и уничтожит негатив, если лента ими будет отвергнута.

### Подбор актёров
На кандидатуре исполнителя хозяина дома, где останавливается немецкий офицер, Мельвиль остановил свой выбор с самого начала. Им был его соратник по Сопротивлению Жан-Мари Робен, с которым, однако, он после войны потерял связь. Их свёл вместе счастливый случай: неожиданно Мельвиль повстречал его на улице, недалеко от того места, где они оба проживали. Обговорив адаптацию книги и получив согласие актёра, Мельвиль взял его на главную роль. Впоследствии Робен участвовал ещё в нескольких постановках Мельвиля: «Трудные дети», «Когда ты прочтёшь это письмо», «Боб — прожигатель жизни» и «Армия теней». В образе фон Эбреннака режиссёр со времён просмотра военной драмы Анри Калефа «Иерихон» (1945) видел актёра Говарда Вернона, германского офицера, которого позже он ошибочно назвал представителем многочисленных в то время в Париже «немецких» актёров, хотя на самом деле его относят к швейцарцам. Также как и Робен, он стал своеобразным «талисманом» режиссёра, снявшись в «Бобе-прожигателе», «Леоне Морене, священнике», а в титрах «Армии теней» значится как консультант по немецкому языку. С актрисой Николь Стефан, в итоге сыгравшей роль племянницы хозяина дома, Мельвиль был знаком ранее. При одной из встреч он сказал ей, что когда станет режиссёром, то назначит своей ассистенткой, но с большей радостью взял бы её в качестве актрисы. Позже он говорил, что она идеально подходила на главную женскую роль, так как обладала «чистым профилем» и «ясными глазами». В связи с тем, что Николь происходила из семьи Ротшильдов, недоброжелатели распространяли слухи, что фильм снят на их деньги.

### Съёмочный процесс
Несмотря на то, что Мельвиль основал собственную производственную компанию ещё осенью 1945 года, до 1947 года он никак не мог приступить к съёмкам: у него не было прав, он не был членом профсоюза и, соответственно, не был признан в качестве режиссёра, а также не было «льготных талонов» на дефицитную плёнку, поскольку не был «квалифицированным специалистом». Большую помощь ему оказал мсье Коллен, ветеран Сопротивления, который в тот период был руководителем лаборатории GTC: его участие с большой благодарностью режиссёр вспоминал спустя десятилетия. Коллен ему заявил, что верит в него и даже, если после завершения экранизации Веркор не одобрит её — не страшно. Режиссёр вернёт потраченные средства после того как у него появится такая возможность, при этом Коллен даже не потребовал никаких письменных обязательств.
Съёмки велись в Париже, в его пригородах и в загородном доме Веркора в Вильер-сюр-Морене с 11 августа по декабрь 1947 года, заняв в общей сложности 27 съёмочных дней. Значительная их часть прошла в доме писателя, где во время войны разворачивались события, которые легли в основу романа. Известно, что в его доме в военное время был поселён хромой немецкий офицер, который с целью разработать ногу занимался теннисом. Писатель не поддерживал с ним практически никаких контактов, но немец видимо обладал не совсем традиционными для офицера вермахта взглядами и культурным багажом, так как в его библиотеке находилось много книг. Кроме того, вместо обычного для военных Третьего рейха изображения Адольфа Гитлера в его комнате помещался бюст Блеза Паскаля. На том, чтобы съёмочная группа работала именно в его доме настоял сам писатель, что, по всей видимости, объяснялось стремлением к контролю с его стороны над ходом экранизации. Мельвиль, несмотря на возможность снимать на студии или в помещении ближе к Парижу, объяснял своё стремление работать в доме Веркора достижением большей естественности, но при этом чётко понимал, что это не предоставит ему никаких поблажек «перед судом присяжных». В первый съёмочный день Веркоры отсутствовали и дверь в доме кинематографистам открыл гостивший там ветеран Сопротивление, на тот министр внутренних дел временного правительства Франции Эммануэль д’Астье де ла Вижери. В ответ на вежливое приветствие Мельвиля он высокомерно проронил: «А! Это вы… киношники». После такого приёма он равнодушно ушёл в сад, не обращая весь день на происходящее вокруг него никакого внимания.

Во время съёмок Мельвиль сменил несколько операторов. Первым из них стал Люк Миро (Luc Mirot), успевшего снять летнюю сцену, во время которой фон Эбреннак возвращается в дом с теннисной ракеткой и в конце, когда он одевается перед тем как покинуть его. Именно во время последнего эпизода между Мельвилем и Миро произошёл конфликт: оператор категорически отказался оформить свет, так как настаивал режиссёр. По словам последнего тот ему заявил: «Если я поставлю свет, как ты хочешь, получится не фильм, а дерьмо!», после чего Мельвиль ответил: «Значит, мне нужно дерьмо». После произошедшего на следующий день Миро был уволен. На его место Мельвиль взял Андре Виллара (André Villard), с которым также не смог найти общий язык. Третьим оператором стал Анри Декаэ, ставший единомышленником Мельвиля и впоследствии они ещё неоднократно работали вместе в большинстве фильмов последнего («Трудные дети», «Боб — прожигатель жизни», «Леон Морен, священник», «Старший Фершо», «Самурай», «Красный круг»). Позже режиссёр с большой теплотой вспоминал о том, что случай свёл его именно с Декаэ: «…очень приятным и скромным человеком, которого бог одарил большим умом и, помимо всего прочего, таким же вкусом, что и у меня». Мельвиль описывал участие Декаэ в создании «Молчания моря» следующим образом: «В первый день я понял, что с ним приятно работать, на второй стал получать огромное удовольствие. На третий день всё стало понятно. Мы так хорошо спелись, что с тех пор всё делали вместе: снимали, монтировали, озвучивали и сводили звук». 

Кадр из фильма — сцена на кухне стоила Мельвилю большого труда

Особых трудов Мельвилю и Декаэ стоила сцена завтрака на кухне, где были представлены три главных персонажа. Она основана на глубинном построении кадра и расположении актёров на разных планах, что было вдохновлено сценами из фильма «Гражданин Кейн» (1940) режиссёра Орсона Уэллса и оператора Грегга Толанда. Особенно впечатлила Мельвиля глубинная мизансена, где Сьюзен Александер Кейн (Дороти Камингор) предпринимает попытку самоубийства. Она была выстроена следующим образом: на первом плане виден стакан и склянка с гарденалом, на среднем — умирающая женщина, а в глубине комнаты движется Чарльз Фостер Кейн (Орсон Уэллс). В этих кадрах создатели картины старались достичь чёткости всех планов композиции, но Камингор всё-таки находилась не совсем в фокусе. Несмотря на многочисленные противоречивые версии, как этого удалось достичь американцам, Мельвиль после «бесчётного» просмотра фильма пришёл к выводу, что это было снято при помощи комбинированной съёмки. Вместе с Декаэ они сняли сцену завтрака также в трёх планах: спереди видны кухонные ковши на огне, посреди комнаты сидят за столом дядя и племянница, а на за заднем плане — в глубине кадра ходит Эбреннак, обращающийся к хозяевам. «Но кадр построен так, что все три плана — одинаковой чёткости!», — с гордостью отмечал Жан-Пьер. Такой эффект был достигнут следующим образом: первыми были сняты два хорошо освещённых ковша, за которыми была помещена чёрная ткань. После этого отснятая плёнка была перемотана назад, тряпка убрана, а свет был выставлен так, чтобы ковши оказались в тени, а вместо них на плёнку попал первый дубль с ними. Затем камера стала снимать на скорости 15 кадров в секунду вместо стандартных 24, по причине чего актёры стали двигаться очень быстро. Для устранения этого им указали играть медленнее, а Вернону ещё и говорить. Однако воплощение задумки прошло не безупречно. Декаэ, отвлёкшись, передвинул один из ковшей, в связи с чем в фильме у кухонной утвари две ручки, так как поставить её на то же самое место не удалось.

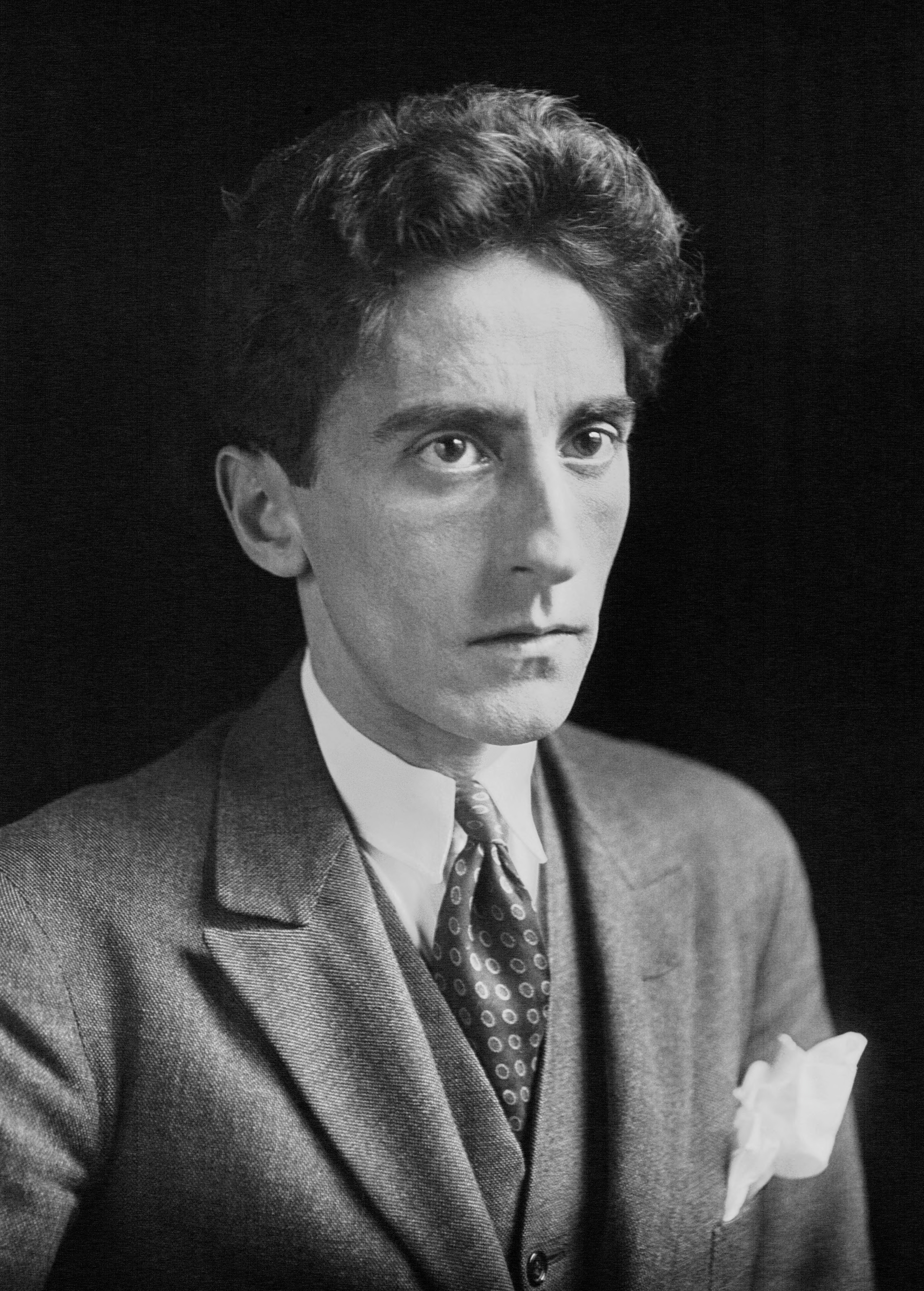
Жан Кокто

История представленная в фильме, почти полностью соответствует литературной основе. Во-многом это связано с позицией автора, а также тем, что книга была глубоко личной, созвучной настроениям людей переживших оккупацию. Мельвиль ввёл в повествование прямую цитату из книги: «Мне мучительно трудно оскорбить человека, даже если это мой враг», так как это соответствовало его убеждениям. «Я считаю, что единственный способ быть уважаемым человеком — а для меня это важно! — это глубоко уважать других людей», —продолжал он. Из романа была перенесена и другая важная цитата, которую произносил рассказчик за кадром: «Моя племянница накинула на плечи квадратный шёлковый платок, на котором с десяток беспокойных рук рисунок работы Жана Кокто томно указывали друг на друга». Мельвиль уважал Кокто, как человека и творческую личность, и лично нанёс рисунок на платок. Это заинтересовало Кокто и после просмотра фильма он даже подумал, что платок действительно дело его рук. Видимо это послужило дополнительным стимулом для его последующей работы с Мельвилем. Режиссёр, стремясь к «цельности повествования», привнёс в сюжет лишь несколько новых сцен. Одной из них стала романтическая встреча персонажей на заснеженной улице — девушки и фон Эбреннака. Этот эпизод был введён с целью показать развитие отношений между ними, способствовать осознанию того, что они любят друг друга. Этого невозможно было достичь при её дяде, а также в доме — оплоте бойкота французами навязанного им немецкого постояльца. Сцена была снята при помощи так называемой операторской «восьмёрки», но поставленной таким образом, что после того как камера останавливалась на плане девушки, при показе Эбреннака происходил её отъезд. Такие операторские и монтажные решения Мельвиль объяснил следующим образом: офицер «идёт к ней, хочет что-то предпринять, а она закрывается». Но такие ухищрения Мельвиль хотел бы оставить незаметными для зрителя: «Как только зритель начинает замечать режиссёрские приёмы, ритм фильма сразу ломается». Второй сценой, отсутствующей в книге, стал эпизод, где Вернон при отбытии на Восточный фронт находит оставленную специально для него газету с заголовком Анатоля Франса, о неподчинении преступным военным приказам. Это было коммунистическое издание L’Humanité со статьёй Франса, посвящённой «делу Марти и Тийона», французским морякам Андре Марти и Шарлю Тийону, которые подняли мятеж (см. Черноморские восстания на французском флоте) на своём корабле в Чёрном море в 1919 году во время иностранной военной интервенции в России, отказавшись вести боевые действия против Красной армии. Статью нашёл режиссёр и очень гордился этой находкой, так как считал её очень «красивой».
Авторы, понимая историческую злободневность темы, старались к большей достоверности и бережному отношению к событиям недавнего прошлого. Так, сцена в парижской комендатуре снималась действительно в здании, где она находилась во время немецкой оккупации. Больших трудностей стоило появление актёров в немецкой форме на французских улицах, где за несколько лет до этого находились настоящие немецкие солдаты, так как это могло привести к возмущению со стороны жителей. Сцены с Верноном старались снимать как можно быстрее. Мельвиль вёз его на машине на подготовленное место, где не привлекая внимания быстро снимались эпизоды, которые позже монтировались с уже заранее подобранной хроникой. Однако были и более сложные сцены, в частности, как это имело место с двумя часовыми у отеля «Континенталь» на улице Риволи, которые также снимались «бегом, чтобы не нарваться на неприятности».
Сцены в Париже представляют рассказ фон Эбреннака о двух его поездках, которые намеренно выстроены на контрасте. Если в первом случае на улицах французской столицы не видно немецких солдат, то во втором всё наоборот. Это было сделано с целью показать отношение офицера к происходящему, не замечающему своих соотечественников во время первой поездки. «Только проведя вечер со своими боевыми товарищами, он начинает понимать всю правду про оккупацию и её последствия. В этот момент, во время второй поездки, его совесть просыпается, и он уже говорит о немцах на улицах, и мы тоже видим этих немцев», — объяснял Мельвиль. Ещё одна реалистичная сцена снятая в естественных условиях была поставлена в кафе в деревушке под Парижем. Режиссёр, подготавливая съёмки, долго успокаивал хозяйку и при этом незаметно для неё прикрепил к двери телефонной кабинки надпись на французском: «Евреям вход воспрещён». Сразу после этого началась съёмка по ходу которой Вернон в немецкой военной форме, возвращаясь разочарованный из Парижа, заходил в кафе, где покупал коробку спичек. При этом Мельвиль предупредил владелицу, находившуюся за стойкой: «Вот увидите, мадам, всё закончится очень быстро. Вы только отдайте сдачу мсье Вернону». Режиссёр также попросил клиентов никуда не выходить непродолжительное время и крикнул «Мотор!», а Декаэ быстро отснял необходимый материал. В связи с такими условиями табличка с запретом не попала в кадр полностью и на экране можно было прочитать только «Евре… вход воспре…» (ACCES... INT... AUX JU). При этом в намерения Мельвиля входило, чтобы хозяйка ничего не заподозрила. Кроме того, он отмечал, что этот эксперимент в естественных условиях был им произведён задолго до появления французской новой волны, которую он называл просто дешёвым способом съёмки.
Монтаж проходил параллельно съёмкам, что было довольно тяжело выдержать. Только последние три съёмочных дня прошли в порядке сюжетного следования сцен (разговор в парижском клубе немецких офицеров), а другие расположенные рядом эпизоды могли быть разбросаны по времени съёмок до полугода. Некоторые сцены переснимались, так как Мельвиля не удовлетворило их качество. В связи с отсутствием доступа к просмотровым залам с профессиональной проекционной аппаратурой монтировать ленту приходилось на огнеопасной целлулоидной 35-миллиметровой плёнке в гостиничном номере Жана-Пьера, причём дубли просматривались просто на голой гостиничной стене. При этом проектор нагревался настолько, что при остановке изображения кинолента плавилась, что приводило к необходимости извлечения плёнки, остановке монтажа, а также тому, что необходимый кадр оставался в памяти. Снятая в течение дня плёнка после проявки попадала к Мельвилю и Декаэ вечером, её часто разматывали руками и просматривали просто глядя полученные кадры на свет.

В последний день съёмок жена Веркора, вернувшаяся раньше, чем предполагалось, была разгневана беспорядком который устроили кинематографисты в процессе своей деятельности и сказала Мельвилю: «Месье, этот дом видел немца, но немец уважал его!». На что он ответил: «Но, мадам, немец не снимал кино!» Как подчёркивал режиссёр в течение «счастливейшего» года его жизни, который заняло согласование, подготовка к фильму и его съёмки кинематографическая группа жила в «полнейшей нищете». По его расчётам он потратил на его создание 120 000 франков: 30 000 за права, 30 000 за запись оркестра, состоявшего из 120 музыкантов, 60 000 составили прочие траты. Фильм создавался в условиях постоянной нехватки денег про что режиссёр позже рассказывал:
Я снимал только тогда, когда удавалось собрать достаточно денег, чтобы всем заплатить: владельцам аппаратуры, которую мы брали в аренду; моему единственному техническому ассистенту; водителю фургона, который отвозил нас в дом Веркора; оператору Декаэ и актёрам. Я хотел платить всем сразу и вовремя, по ходу съёмок: в итоге получилось 27 выплат. У нас не было страховки, и если бы на съёмках произошёл хоть один несчастный случай, я бы не смог закончить фильм.
При съёмках Мельвиль вынужден был использовать 19 видов плёнки различных производителей (Rochester, Agfa, Kodak, Vincennes и другие), причём с разным временем проявки. Это вносило путаницу в проявление негатива и постоянные опасения за сохранность отснятого материала. Несмотря на значительные трудности, режиссёр очень ценил полученный опыт, о чём позже заметил: «Но всё-таки за время съёмок „Молчания моря“ я многому научился, в том числе — что надо тянуться к классике, а не стремиться произвести революцию в кино! Я никогда не хотел совершить переворот в кинематографе и продолжаю ненавидеть все новомодные изобретения!»

### Выход на экраны
Первый частный показ фильма прошёл 11 ноября 1948 года, а 29 ноября 1948 года, как это и было согласовано с писателем, он был представлен жюри — участникам Сопротивления. Показ по поручению Мельвиля организовал журналист и продюсер Жорж Кравенн. Он прошёл в небольшом зале на Елисейских Полях, куда попал «весь Париж». Так, на него были приглашены такие деятели искусства как Ноэл Кауард, Франсуа Мориак и Жан Кокто. Оценку фильму вынесли двадцать четыре члена жюри, из которых его одобрили все, кроме Пьера Бриссона — редактора парижской газеты Le Figaro, приглашённого в последний момент и выступившего против фильма именно по этой причине. Однако это единичное мнение не повлияло на общую оценку, так как его голос не стал учитывать сам Веркор.
На репутации фильма сказалась неоднозначная оценка его литературного первоисточника. Так, Андре Польве, один из ведущих французских дистрибьюторов второй половины 1940-х годов, выразил свой протест Бернару Вильбо, программному директору кинокомпании Gaumont: в том случае если крупнейшая французская кинокомпания начнёт прокат, то он больше не предоставит ей ни одного из своих фильмов. Подобное противодействие возымело действие и Мельвилю первоначально не удалось найти отечественного прокатчика. В связи с этим ему пришлось обратиться к директору европейского отделения Metro-Goldwyn-Mayer мистеру Кингу, которому он заявил: «Это не совсем кинематографический фильм, поскольку в нём нет диалогов: там есть один персонаж, который всё время говорит, и ещё двое, которые его слушают». После этого собеседник Мельвиля прервал его словами «О, какая чудесная картина!» («Oh! What a wonderful picture!»). Это удивило режиссёра, который даже не успел рассказать её сюжет: в ответ он услышал, что Кинг сразу понял о какой экранизации идёт речь. Однако Жан-Поль согласился передать права на прокат не американцам, а продюсеру Пьеру Бронберже, о чём позже сожалел. В итоге, несмотря на трудности, Мельвилю удалось пристроить фильм в крупнейшей на тот момент французской прокатной сети Gaumont-Palace-Rex.
Фильм вышел в прокат в апреле 1949 года и демонстрировался в двух крупнейших парижских кинотеатрах. Это произошло на фоне адресованных в адрес режиссёра угроз, связанных с болезненными воспоминаниями о недавней оккупации. В связи с этим он даже был вынужден установить охрану в кинопроекционной комнате в день премьеры, чтобы обеспечить сохранность единственной копии ленты. Выходу фильма предшествовала рекламная кампания, а для привлечения дополнительного внимания в парижской «Galeries Lafayette» был представлен макет дома Веркора. С учётом этого и, в первую очередь, культовым характером книги и её широкой известностью, фильм Мельвиля посетило более миллиона зрителей.

### Последующие события
После просмотра фильма Жан Кокто позвонил Мельвилю с предложением экранизировать его роман «Трудные дети» (Les enfants terribles) на что режиссёр согласился и в 1950 году одноимённый фильм вышел на экраны. С картиной ознакомился и другой крупный писатель — Андре Жид, которого многие, в частности в Лондоне во время войны, считали настоящим автором книги. Он заявил Мельвилю: «По-моему, эта девица — дура, отшлепать бы её как следует». Писателя во время просмотра всё время не покидала мысль, когда же немец и француженка «бросятся друг другу в объятия». Позже режиссёр говорил, что если бы ему предоставилась возможность переснять эту картину, то он бы сделал её более «жёсткой»: «Главные герои полюбили бы Друг Друга, переспали бы; дошло бы до убийства… На сегодняшний день настоящее „Молчание моря“ снято Ирвингом Пичелом, по роману Стейнбека: фильм называется „Луна зашла“...»
«Молчание моря» во многом основан на личном опыте Мельвиля, участвовавшего во Второй мировой войне и во французском Сопротивлении. Этим темам были посвящены также его последующие фильмы — «Леон Морен, священник» (1961) и «Армия теней» (1969). Роман Жозефа Кесселя «Армия теней», опубликованный в 1943 году, Мельвиль, как и роман Веркора, прочитал в Лондоне в том же году. Эти книги стали символами французского Сопротивления, приобрели культовый характер. В задачу Мельвиля при их адаптации не входило передать в полной мере реалии войны, так как он понимал, что его военный фильм не пропустила бы цензура, а буквальная передача своих военных впечатлений ему бы не удалась. Поэтому он обратился к литературным сюжетам: «Я снял „Молчание моря“ именно потому, что меня заботили проблемы этого рода, но в очередной раз чрезвычайно далеко ушёл от правды. Война, безусловно, ведётся против врага, но враг может находиться и в наших рядах».
После Мельвиля роман Веркора был экранизирован в 2004 году, когда появился франко-бельгийский телефильм «Молчание моря», снятый режиссёром Пьером Бутроном. В том же году эта версия была отмечена рядом призов на французском фестивале Festival de la Fiction TV в Сен-Тропе.

## Приём и критика
Режиссёр Ги Лефран неодобрительно отозвался о фильмы назвав его любительскими «фокусами», хотя сам Мельвиль говорил, что выступал против бесцельных экспериментов, неизменно тяготел к «классике», прежде всего американской продукции. По воспоминаниям Мельвиля, в 1948 году ему позвонил режиссёр Жак Беккер, который сказал, что они вместе с классиком французского и мирового кино Жаном Ренуаром ходили на просмотр «Молчания моря». Самому Беккеру фильм показался «замечательным» и он хотел бы увидеться с его автором. Когда Мельвиль поинтересовался мнением мэтра о картине, то Беккер сказал следующее: «Ренуар меня немного обидел. Он сказал, что „Молчание моря“ — лучший фильм за последние пятнадцать лет». Также Мельвиль с удовольствием приводил слова из статьи Ахмазида Дебулькальфа из алжирской газеты El Moudjahid: «Роман „Молчание моря“ был экранизирован Жаном-Пьером Мельвилем, человеком, с которого началось возрождение французского кино». Режиссёр не был знаком с автором статьи, но ему было приятно услышать о себе такое похвальное мнение, «Что ж, я очень рад, если время от времени какой-нибудь интеллектуал, даже не обязательно специалист по кино, вспомнит про меня и скажет, что с меня „началось возрождение французского кино“. Я знаю его только по имени, мы никогда не встречались, но приятно сознавать, что где-то за границей есть человек, который говорит, что именно Мельвиль всё перевернул в 1947-м», — отзывался он.
По словам режиссёра, его фильм «был снят раньше, чем все остальные попытки антикинематографического изложения, которые теперь считаются новаторскими». В его намерение входило «создать особый язык», по стилистике близкий к опере, который бы состоял «только из кадров и слов, практически исключающий движение и действие». По наблюдению Мельвиля, этим опытом воспользовались позднее, так как он неоднократно находил присутствие своих приёмов в фильмах других режиссёров. Неоднократно отмечалось, что в числе предшественников такого влиятельного направления как французская новая волна был дебютный полнометражный фильм Мельвиля. В этом отношении он неоднократно настаивал на своём влиянии на творчество Робера Брессона, а не наоборот, как об этом заявляла пресса (особенно в отношении «Самурая» и «Армии теней»). Так, в критике встречались суждения, что «Мельвиль обрессонился». Однако он добавлял, что ранние фильмы Брессона («Ангелы греха», «Дамы Булонского леса») ещё свидетельствуют, что тот ещё не нашёл своего индивидуального киноязыка:
А потом пересмотрите «Дневник сельского священника» (Le journal d'un curé de campagne, 1951) — и вы увидите, что это чистый Мельвиль! «Дневник сельского священника» — это «Молчание моря»! Там есть полностью идентичные планы! Например, план, когда Клод Ледю ждёт поезда на платформе, полностью повторяет план с Говардом Верноном из моего фильма… А закадровый голос рассказчика?.. Между прочим, Робер Брессон не стал отпираться, когда Андре Базен однажды спросил его напрямую, не повлиял ли я на него. Сейчас об этом уже забыли…
Георгий Дарахвелидзе, российский исследователь творчества Мельвиля, также останавливался на экспериментальном характере фильма режиссёра, оказавшего влияние на французский кинематограф:
Хотя режиссёр ревностно оберегал факт влияния своей ленты на эстетику Робера Брессона и «новой волны», некоторые стилистические эксперименты, поставленные им в «Молчании моря», слишком далеки от аскетизма первого и импровизационности второй, слишком филигранны по технике исполнения, чтобы не установить их связь, прежде всего с высочайшей визуальной культурой мельвилевской Вселенной. Уже здесь, в своём первом фильме, Мельвиль одержим стремлением к безупречному владению формой и старается использовать редкие отступления от текста Веркора для того, чтобы продемонстрировать свое режиссёрское мастерство…
Максим Карповец отмечал, что несмотря на «посредственный литературный фундамент», фильм «стал мощным агитационным полотном, целью которого было оглушить, ошеломить зрителя». Карповец также указывал на то влияние, которое фильм оказал для целой "плеяды режиссёров, особенно для Робера Брессона, «аскетическая вселенная» стала бы невозможной без «Молчания моря». Кроме того, значение фильма заключается в том, что он стал первым из череды работ Мельвиля, основанных на литературном материале: «Он сумел не только не отступить от произведения Веркора, но и в рамках интерпретации гениально его визуализировать, оживить скучный материал блестящими мизансценами, кадрами и ракурсами. Это важный ключ к пониманию связи Мельвиля и литературы: режиссёр превращает слово в форму».
В области формы фильм основан на рамочной структуре. Он начинается с псевдодокументальной сцены по ходу действия которой один из членов Сопротивления передаёт другому чемоданчик, где находится подпольная антифашистская литература, среди которой находится издание «Молчания моря». В финале картины рассказчик произносил последние слова из книги: «Моя племянница, как обычно, готовила завтрак. Она молча подала мне молоко. Мы молча пили. На дворе сквозь туман просвечивало бледное солнце. Мне показалось, что очень холодно». Этот текст показывался на экране, после чего переворачивалась страница книги и появлялась другая, где был показан следующий текст: «Эта книга выпущена на средства одного из патриотов. Издание отпечатано во время нацистской оккупации 20 февраля 1942 г.».

### Комментарии
1. ↑  По этому поводу Мельвиль заметил: «Представьте себе: Маргарет Митчелл писала Ретта Батлера в «Унесённых ветром», думая о Кларке Гейбле, и точно так же Веркор списал персонаж Вернера фон Эбреннака с Луи Жуве!»[11]